# Syllides
Genre
Syllides est un genre de vers marins polychètes de la famille des Syllidae, de la sous-famille des Eusyllinae.

## Espèces
Selon BioLib (7 décembre 2021) :
- Syllides convolutus Webster & Benedict, 1884
- Syllides edentatus Westheide, 1974
- Syllides edentulus Claparède, 1868
- Syllides fulvus Marion & Bobretzy, 1875
- Syllides japonicus Imajima, 1966

## Espèce française
- Syllides longocirratus (Örsted, 1845)[2]